# 男装

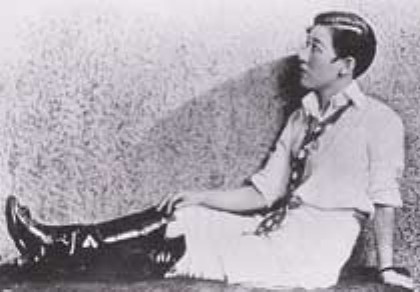
男装の麗人と呼ばれた川島芳子

男装（だんそう）とは、それぞれの文化によって「男性用」と規定されている衣装・装飾品を身につけることで、一般には女性の異性装であるとされる。ジェンダー表現の一種。

## 文学における男装
日本の王朝文学に作者、成立年も未詳の『とりかへばや物語』がある。
西洋ではウィリアム・シェイクスピアの『十二夜』におけるヴァイオラや『お気に召すまま』のロザリンド、『ヴェニスの商人』のポーシャなどがあげられる。初期近代ロンドンの商業演劇界にはプロの女優がいなかったため、少年が女役を演じ、劇中でその女役がさらに男装して男性のふりをするということがあった。他にはフーゴ・フォン・ホーフマンスタールの『ルツィドール』がある。

## 舞台芸術としての男装
日本では古くから女性の男装に魅力を感じる文化があり、白拍子、女歌舞伎、女義太夫などの文化が存在し、"男装の麗人"という言葉にみられるように、男装がむしろ女性としての魅力を引き立たせるものと見られた。近現代においては、宝塚歌劇団・OSK日本歌劇団など、演劇・ショーにおいて女性が男役を演じる「少女歌劇」（レビュー）が人気を集めた。女剣劇は女性のみではないが女性が男役を演じる。

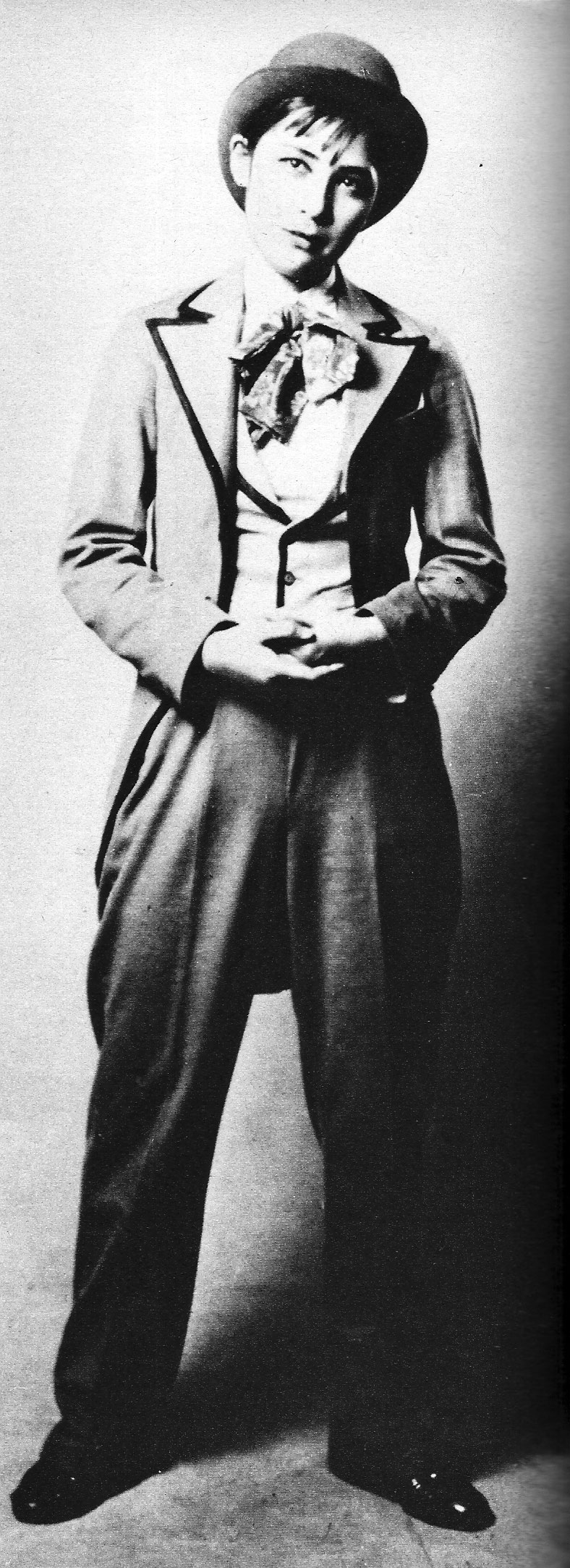
男装の麗人と呼ばれた水の江瀧子

また、西洋歌劇（オペラ）では、ズボン役と言われる「男装した女性歌手が演じる役」がある。モーツァルトの『フィガロの結婚』に出てくるケルビーノ、ベートーベンの『フィデリオ』に出てくるレオノーレ（フィデリオ）などがある。両者はともにズボン役と呼ばれるが、前者のケルビーノは少年（男性）というキャラクター設定であるのに対し、後者フィデリオは「レオノーレ」という本名が物語るように女性である（女性であるが、男性の振りをしている）。

## コスプレとしての男装
コスプレ業界においては、女性が男性キャラクターのコスプレをする行為は珍しくない。そのため、男装をよくする女性が例外的に女性のキャラクターのコスプレをする場合も、「女装」と呼ぶ場合がある。

## 男装タレントの活動
男装でのタレント活動例として風男塾がある。女性アイドルとしての活動が土台にある上で男装をしている。結成当初から男装アイドルとして活躍している例としてはael-アエル-やEUPHORIAの例がある。
2019年3月1日に男装エンタテイメントプロジェクト「dreamBoat」が発足した。

## 自己防衛等としての男装
歴史上ではハトシェプストや女教皇ヨハンナ、ジャンヌ・ダルク、ジョルジュ・サンド、川島芳子、田島勝太郎など、自己防衛や威力誇示、政治的な理由や、男の子の代わりとして育られたために男装をした場合もある。

## 身分偽装のための男装
13世紀にジェノバの大司教ヤコブス・デ・ウォラギネが各地の聖人の伝承を収集した『黄金伝説』には、男装し男性と偽って修道院で修行に励んでいた女性修道士が、姦淫の疑いをかけられ赤ん坊を押しつけられた上で追放され、死後女であることが判明し聖女と呼ばれるようになった、という類話が「聖女マリナ」をはじめ、いくつか収録されている。このモナコパルテノス（童貞聖女、修道士処女）のモチーフはオリエントに起源があると言われ、古くからキリスト教の聖譚によく見られる。
19世紀に活躍した軍医のジェームズ・バリー（1799～1865）は、男装をしてスコットランドのエディンバラ大学に医学生として入学し、12歳で卒業するとロンドンで外科医として働き始めた。1813年に14歳で軍医として英国陸軍に入隊すると、1816年には南アフリカのケープ州知事の侍医に任命され、フローレンス・ナイチンゲールよりも早く、軍病院内の待遇改善に取り組んだ。バリーはクリミア戦争中にナイチンゲールと邂逅しており、馬上のバリーから大目玉を食らったナイチンゲールは、後に「彼女は私が知る限り、陸軍で一番の強者だったと言わざるを得ない」と述懐している。1822年には軍医監に昇進し、病院総監としてカナダに赴任して軍歴を終えたが、男装がバレた事は2度しかなく、1度目は軍医時代だった1840年代、不注意で男装を解いて就寝していた所を同僚の男性士官2人に見つかったが、他言しないと誓約させて事なきを得た。2度目はロンドンで死去した直後、同僚の軍医が死亡を確認した後、遺体を整えるために呼ばれた雑役婦が指摘して、彼女が男装をした女性であることが初めて明るみになったという。
中国の伝説の男装の女戦士木蘭。京劇やディズニーアニメの題材にもなった。

## 男装での体型補正
演劇やコスプレなどで男役をやる際、乳房を平らに見せて、より男性の体型に近づけることも多い。
胸を平に見せる方法はさまざまだが、ガムテープ・さらし・腰用サポーター・ナベシャツ（専用の補正下着）、Bホルダー(男装用の胸つぶし)などで胸部を締め付けて押さえる方法が多くとられる。

## 少女マンガにおける男装
1953年の手塚治虫『リボンの騎士』は日本における少女向けストーリーマンガの第一号であると同時に、男装キャラクター・サファイアを生んだ。暖色系の服・リボン・まつげ・細い眉などで女性性を表象されていたが、男性性が強調される場面では男と対等に戦っていた。しかし当時は男性的であるとされていた知性までは備えておらず、宝塚の男役と同じようにその男性性は内面までは達していなかった。サファイヤも結局はドレスを着て王妃になり、女性性が完成される。
1972年より発表された『ベルサイユのばら』には、男性に対しては女性性が、女性に対しては男性性が強調される、中性的なキャラクターオスカルが登場する。軍服や武器といった男性性のシンボルを身に着け、他の女性キャラクターとのカラー絵では寒色系の髪の色が設定されていた。その一方で頬や唇の赤色などの女性性の表象記号もみられた。知性においても男性に引けをとらず、格闘では不利になることもあるが、逆に身軽さを利用して勝つこともあり、女性であることが不利になるとは限らなかった。身体的性差によって規定されたジェンダーコード（男は勇ましい、女は優しい、など）が普遍ではないとみなされていた。『ベルばら』を執筆した同じ作者の作品で『クローディーヌ…!』の主人公クローディーヌは幼い頃に父親の少年との不倫を目撃したショックで男性として振る舞うようになり、小間使いの少女を誘惑（自身ではそんなつもりは毛頭ない）したことで彼女は田舎に戻される等の相手の立場を無視した恋に暴走してしまう。やがて肉体は女性でも自身を男性として愛してくれる女性と同棲に至る。しかし、その恋人が自身の兄に乗り換えたことで致命的な傷を心に負い、友人でもある精神科医に自身は男性だと訴えた際に彼から"ああ。そうだね、君は不完全な肉体を持った男性だ"と告げられ、彼女なりに"僕は男性だけれど不完全な肉体（=女性の肉体）を持って生まれてしまったのか。"と納得しつつ拳銃で自殺を遂げるという悲劇的結末を自ら選んでしまう。
1979年の『ヴァレンチーノシリーズ』では、男装キャラクターが女性と恋に落ちるという一歩踏み込んだ描写が見られた。
1980年代に描かれた『不思議の国の千一夜』『パロスの剣』では男装キャラクターが女性への恋愛を通して完全に男性になる、もしくは男性性を確立するといった段階に至る。性差そのものが希薄化していた80年代の状況に即しているといえる。『9番目のムサシ』の主人公である篠塚高（No.9）は、衣服を着用している時は"絶壁"に見える描写ではなく本当に胸が"真っ平ら"であることから、ナベシャツ等の補正下着で肉体を物理的に抑圧して男性体に見せかける歪んだ行為を幼い頃から行い、それが当たり前の行為になってしまっている歪められた存在である。生来の性別は女性でも精神的には"男性寄りの無性体（セクスレス）"という女性であり、任務を遂行するには女性である必要すら無いと自身の女性性を完全否定していたが、生涯にただ一度の内縁の夫に限定して精神が"女性化"することで「完全体の女性」に変身し女性としての至福を得た。
1996年に発表された『少女革命ウテナ』では、旧来的な男性性の敗北とジェンダーカテゴリーからの解放が描かれている。
2012年に発売された種村有菜の『風男塾物語』では、男装アイドルとしてタレント活動を行っている風男塾（上記男装タレントの活動を参照）を題材とした作品であるが、当時風男塾は「自分たちは男性」という設定で活動を行っていたため、作品内ではメンバー全員が男性として描かれている。

## 関連作品

### 漫画
- 『メンズライフ』（2018年） - 渡辺あゆ作。弟と人生チェンジして男子寮にやってきた男装少女・美緒を描く。
- 『花ざかりの君たちへ』（1996年～2004年）

### ゲーム
- 『喧嘩番長 乙女』（2016年） - スパイク・チュンソフトのPlayStation Vita用ゲームソフト。双子の兄に代わり、主人公は女であることを隠し、不良校として有名な男子校に通う。喧嘩の弱い兄は女子高に通う。『喧嘩番長 乙女 -Girl Beats Boys-』のタイトルで2017年4月からアニメ化もされた。

### ドラマ
- 『花ざかりの君たちへ (テレビドラマ)』 様々なドラマ化がある。